# Distretto di Gurgaon
Il distretto di Gurgaon è un distretto dell'Haryana, in India, di 1 657 669 abitanti. È situato nella divisione di Gurgaon e il suo capoluogo è Gurgaon.